# Fehmarn Belt

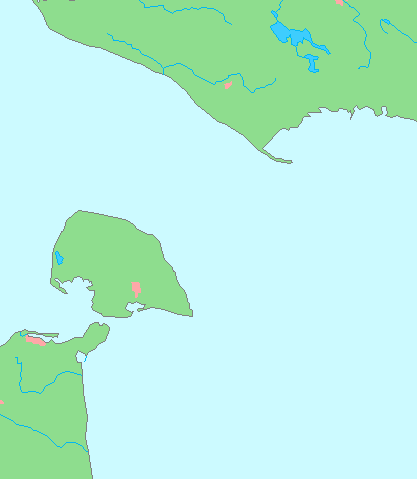
Il Fehmarn Belt è lo stretto che separa l'isola tedesca di Fehmarn (in basso) da quella danese di Lolland (in alto).

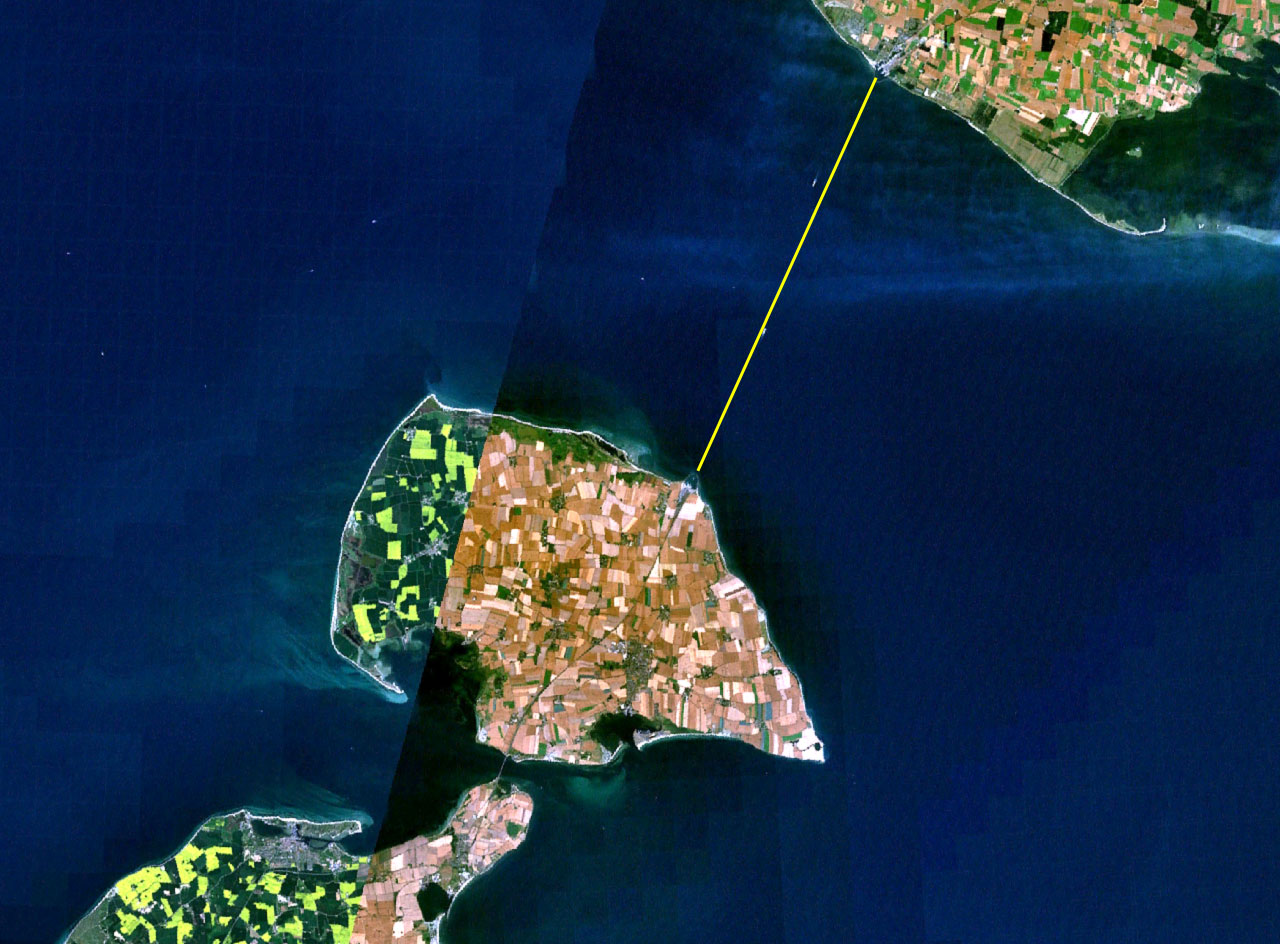
Rotta del traghetto.

Fehmarn Belt (in lingua danese Femern Bælt), è lo stretto che separa l'isola tedesca di Fehmarn da quella danese di Lolland e mette in comunicazione la baia di Kiel con quella di Meclemburgo, nella parte occidentale del Mar Baltico.
Le due isole sono collegate da un servizio di traghetti che fanno la spola tra le città di Puttgarden e Rødby.

## Etimologia
La dizione belt in lingua danese indica un piccolo canale o stretto; quindi Fehmarn Belt significa stretto di Fehmarn. Nelle altre lingue scandinave o germaniche, lo stesso concetto viene di solito indicato con il nome di sound o sund.

## Caratteristiche
Il Fehmarn Belt ha una ampiezza di circa 18 km e una profondità di 20-30 metri. Le correnti in questo stretto sono piuttosto deboli e per lo più collegate all'effetto dei venti.

## Tunnel del Fehmarn Belt
Le due isole di Fehmarn e Lolland sono attualmente collegate da un servizio di traghetti che fanno la spola tra le città di Puttgarden e Rødby. 
I governi danese e tedesco hanno approvato il 29 giugno 2007 la costruzione di un tunnel sottomarino, che andrà a costituire un collegamento fisso tra le due isole e permetterà il risparmio di circa un'ora per compiere il percorso tra le due isole.
Il progetto appartienr corridoio di trasporto Scan-Med e accorcerà il tragitto di 350 km. L'investimento è pari a 7.5 miliardi di euro e la data di fine lavori prevista è il 2029.Al 2024, si tratta del tunnel sottomarino più lungo del mondo.